# Java Platform, Standard Edition
Die Java Platform, Standard Edition oder kurz Java SE  (deutsch „Java-Plattform, Standardausgabe“ – bis Version 5.0 „Java 2 Platform, Standard Edition“, J2SE [ˌdʒeɪˈtuː ˌɛsˈiː]) ist eine Sammlung von Java-APIs. Die Java SE dient als Grundlage sowohl für die Java Platform, Enterprise Edition (Java EE), mit denen Anwendungen für Unternehmen erstellt werden, als auch für die einfachere Java Platform, Micro Edition (Java-ME) für mobile Geräte. Die aktuelle Version 24 erschien im März 2025.

## Versionsbezeichnungen
Die Zahl „2“ in J2SE steht für Java 2. Aufgrund der Fortschritte in der Version 1.2 von Java entschloss sich Sun Microsystems 1998, Java-Versionen ab Java 1.2 als „Java 2“ zu bewerben, kehrte mit Version 6 dann aber wieder zur ursprünglichen Bezeichnung „Java“ bzw. „Java SE“ ohne nachstehende „2“ zurück. Auch die Versionsnummern durchliefen mehrere Veränderungen: So wurde aus Version 1.5.0 (veröffentlicht im September 2004) durch Weglassen der vorstehenden „1“ „J2SE 5.0“, mit Version 6 verzichtete man außerdem noch auf das „.0“ am Ende der Versionsnummer.
Folgende Tabelle fasst die Bezeichnungen für die verschiedenen Java-Versionen noch einmal zusammen:
| Versionsnummer | < 1.2 | 1.2 .. 1.4.2  | 5.0                      | 6         | … | 24         |
| Bezeichnung    | Java  | Java 2 (J2SE) | Java 2 SE 5.0 (J2SE 5.0) | Java SE 6 | … | Java SE 24 |

Ausführliche Versionsinformationen stehen in Java-Technologie.

## Programmierschnittstellen
Das Java-SE-6-API besteht aus:
- lang & util Base Libraries (siehe unten)
- Höheren Base Libraries (I/O, JNI, Serialisierung, …)
- User Interface Toolkits (AWT, Swing, Java 2D)
- Integration Libraries (IDL, JDBC, JNDI, RMI, RMI-IIOP)

Die grundlegendsten Klassenbibliotheken sind in den Paketen java.lang und java.util definiert, Ein- und Ausgaben im Paket java.io. Im Folgenden werden die wichtigsten Pakete und Klassen kurz erläutert, für weitergehende Informationen siehe die englische Javadoc-Originaldokumentation von Oracle.

### Fundamentale Klassen (java.lang)
Das Paket java.lang und dessen Unterpakete definieren Klassen, die für die grundlegendsten Mechanismen der Programmiersprache Java benötigt werden.
- Die absolute Basisklasse Object, von der alle anderen Klassen und Schnittstellen abgeleitet sind.
- Die Metaklasse Class, die die Grundlage für den Mechanismus der Selbstreflexion (Reflection) bildet.
- Wrapper um grundlegende Datentypen, wie z. B. Boolean, Character oder Integer.
- Die Klasse String für Zeichenketten.
- Die Klasse System dient zum Abfragen von Umgebungsvariablen und sogenannten System-Properties. Die System-Properties sind Systemeigenschaften, wie zum Beispiel die Version der Java-Laufzeitumgebung. Es können aber auch per Kommandozeile beim Aufruf des Java-Programms beliebige zusätzliche „Systemeigenschaften“ definiert werden.

Die Abkürzung „lang“ steht für englisch language, also „Sprache“, weil es grundlegend für die Programmiersprache ist.

### Klassen für Datenstrukturen, Zeitangaben und Internationalisierung (java.util)
Im Paket java.util sind verschiedene Klassen definiert, die zwar weniger grundlegend als die in java.lang definierten sind, aber ebenfalls für praktisch jedes Java-Programm benötigt werden. Die Abkürzung „util“ steht für englisch utility, was so viel wie „nützliches Werkzeug“ bedeutet.
- Eine Menge von sogenannten Collection-Klassen, die eine Hierarchie von fertig implementierten Datenstrukturen bilden.
- Die Klasse Date, die einen Zeitpunkt repräsentiert und die Klasse Calendar, die Kalenderberechnungen durchführen kann.
- Die Klasse ResourceBundle (deutsch „Ressourcenbündel“), die eine Menge sogenannter „Ressourcen“ darstellt. Ressourcen in diesem Sinne sind Texte, Bilder und andere Objekte, die für verschiedensprachige Programmversionen angepasst werden können. Dies ermöglicht die Entwicklung von Programmen für den Einsatz in verschiedenen Ländern, ohne dass der eigentliche Programmcode für jedes einzelne Land geändert werden muss.
- Die Klasse Properties, die unter anderem benannte String-Werte aus einer Textdatei lesen kann. Diese Textdateien heißen Java-Properties-Dateien und werden häufig als einfacher Konfigurationsmechanismus verwendet. Sie liegen auch einer Implementierung der Ressourcenbündel zu Grunde.
- Das Paket java.util.zip enthält Klassen, die komprimierte Dateien erzeugen und verarbeiten können. Es unterstützt die Formate ZIP und gzip bzw. deren Kompressionsalgorithmen.
- Das Paket java.util.jar unterstützt die Erzeugung und Verarbeitung von Java Archives (JAR-Dateien).
- Das Paket java.util.regex unterstützt Reguläre Ausdrücke (regular expressions) zum Auffinden von Mustern in Strings. Auch die String-Klasse nutzt diese Funktionalität, z. B. in einer Methode „matches“.

### Klassen für Ein- und Ausgaben (java.io)
Das Paket java.io enthält Klassen für Ein- und Ausgaben (englisch input und output, daher „io“), hauptsächlich sogenannte Streams (deutsch „(Daten-)Ströme“).
- Die abstrakte Klasse InputStream ist die Basisklasse aller Eingabeströme. Diese lesen z. B. Eingaben von der Tastatur oder aus einer Datei.
- Die abstrakte Klasse OutputStream ist die Basisklasse aller Ausgabeströme. Diese schreiben z. B. Zeichen auf den Bildschirm oder in eine Datei.
- Die Streams wurden bereits in der ersten Version von Java eingeführt und verarbeiten Bytes. Speziell für die Ein- und Ausgabe von Unicode-Zeichen wurden später die Klassen Reader (deutsch „Leser“) und Writer (deutsch „Schreiber“) eingeführt.

### Weitere wichtige Pakete
- java.awt – Abstract Window Toolkit, Grafikausgabe und Nutzung grafischer Benutzeroberflächen
- java.nio – erweiterte Funktionen für Ein- und Ausgabe, ermöglichen leistungsfähigere Implementierung
- java.net – URLs, Socket und andere Klassen für den Zugriff auf Computernetze
- java.rmi – Remote Method Invocation für entfernte Methodenaufrufe
- java.text – Formatierung von Datumswerten, Zahlen und anderem
- java.math – ganze Zahlen und Festkommazahlen mit unbegrenzter Genauigkeit
- javax.net – enthält eine abstrakte Fabrik zum Erzeugen spezialisierter Sockets
- javax.naming – JNDI-Zugriff auf Namensdienste
- javax.print – Ausgabe auf Drucker
- javax.swing – Swing, erweiterte GUI-Komponenten
- javax.xml.bind – XML-Binding mittels JAXB
- javax.xml.stream – Streaming API for XML, Pull-Parser für XML
- javax.xml.xpath – Verarbeitung von XPath-Ausdrücken
- org.w3c.dom – Document Object Model für die Darstellung von XML-Dokumenten als Objektbaum